# Gare de Sonda
 (juillet 2023).
Si vous disposez d'ouvrages ou d'articles de référence ou si vous connaissez des sites web de qualité traitant du thème abordé ici, merci de compléter l'article en donnant les références utiles à sa vérifiabilité et en les liant à la section « Notes et références ».
La gare de Sonda est une gare ferroviaire Estonienne de la ligne de Tallinn à Narva. Elle est située sur le territoire de la ville de Sonda.

## Situation ferroviaire
Ligne de Tallinn à Narva.

## Histoire
La première gare est ouverte vers 1890 par les Chemins de fer de la Baltique, puis une nouvelle gare a été construite sur le site actuel en 1897. Une nouvelle ligne à voie unique de 1 520 mm non électrifiée a été ouverte vers Aseri pour desservir une cimenterie ; elle a été fermée en 2000.

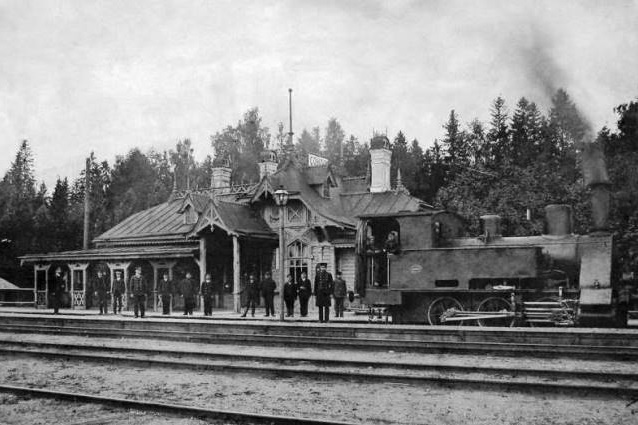
La deuxième gare en 1916,
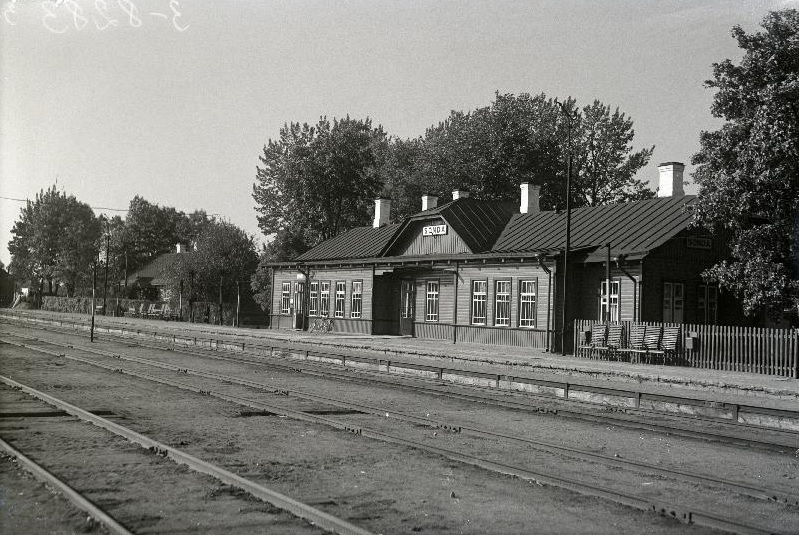
puis vers 1930.